# Салінко
Салінко (пол. Salinko) — село в Польщі, у гміні Ґневіно Вейгеровського повіту Поморського воєводства.
Населення — 198 осіб (2011).
У 1975-1998 роках село належало до Гданського воєводства.

## Демографія
Демографічна структура станом на 31 березня 2011 року:
|          | Загалом | Допрацездатний вік | Працездатний вік | Постпрацездатний вік |
| -------- | ------- | ------------------ | ---------------- | -------------------- |
| Чоловіки | 97      | 20                 | 72               | 5                    |
| Жінки    | 101     | 31                 | 60               | 10                   |
| Разом    | 198     | 51                 | 132              | 15                   |